# مسجد المدينة (أكرا)
مسجد المدينة (أو مسجد المدينة المركزي أو مسجد المدينة) هو واحد من أكبر المساجد في غانا يقع في مجمّع لا نكوانتانانغ البلدي. هو المسجد الرئيس في المنطقة ويقيم المسلمون فيه الجماعات وصلاة الجمعة. وقد أنشئ هذا المسجد بعد عام 1959م، يضم مسجد المدينة المنورة اثنين من المدارس؛ الأساسية الثانوية مدرسة تقدم التعليم العادي وكلية متخصصة في الدراسات القرآنية. الصدقات هو مشهد مألوف في محيط المسجد والباحثون غالبا ما يستخدمون الموقع في الدراسات لمحاولة فهم ظاهرة التسول في غانا.